# A világ emlékezete program

A program emblémája

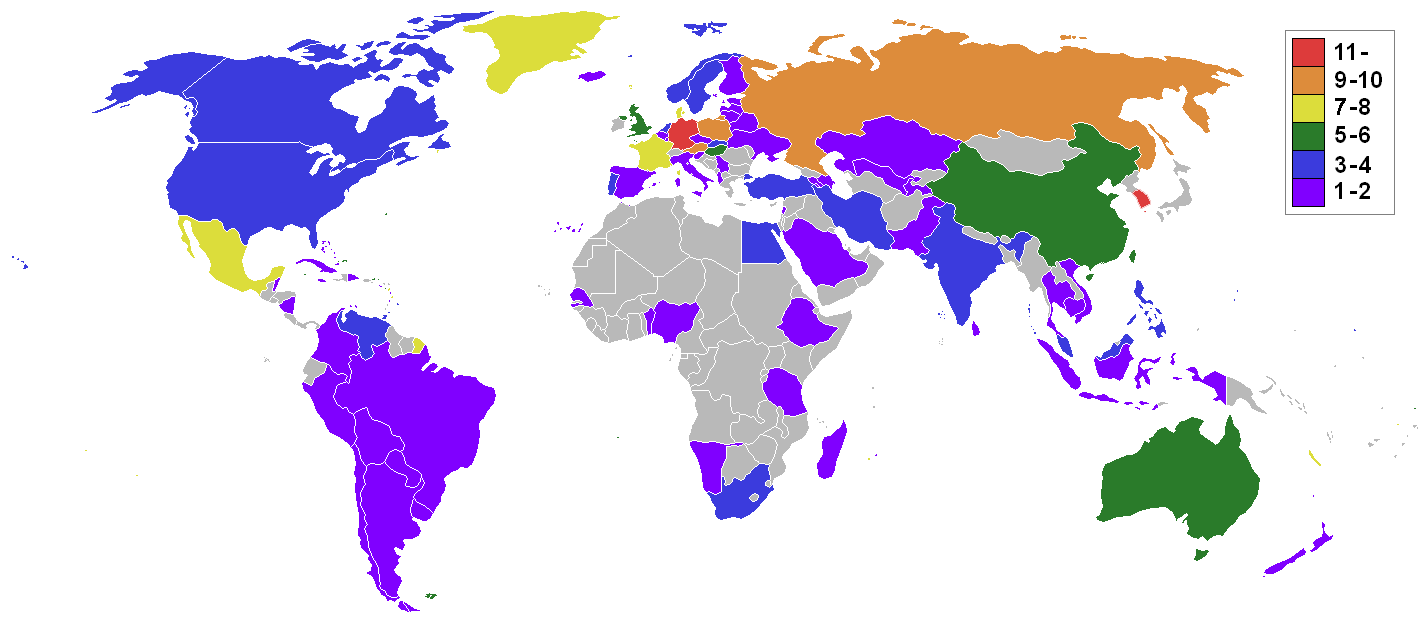
A tagállamok dokumentációs örökségének száma (2005)

Az UNESCO A világ emlékezete programja (Memory of the World Programme) 1992-ben indult és célja a tagországokban fellelhető egyetemes értékkel bíró ritka és veszélyeztetett, írott vagy audiovizuális dokumentumok, gyűjtemények azonosítása, megőrzése (első lépcsőben a nemzetek értékes levéltári gyűjteményeinek és a könyvtárak anyagainak), és a széles körű megismertetése a világörökséghez némileg hasonló A világ emlékezete listán. Ezen a listán szerepel az a dokumentumokban meglévő örökség, amely a Nemzetközi Tanácsadó Bizottság (International Advisory Committee) szerint megfelelt a kiválasztás kritériumainak.
A tanácsadó bizottság a világörökségi státuszt odaítélő bizottsággal ellentétben kétévente ülésezik: 1997 szeptemberében Taskentben, 1999 júniusában Bécsben, 2001 júniusában Dél-Koreában, Cshongdzsuban, 2003 augusztusában Gdańskban, 2005 júniusában a kínai Licsiangban, 2007-ben Pretoriában, 2009-ben Bridgetownban, Barbadoson.
2009-ben 193 dokumentum szerepel a listán.
2005 óta UNESCO kiosztja a Csikcsi-díjat, hogy előmozdítsa A világ emlékezete program célkitűzéseit.

## Magyar Világemlékezet Nemzeti Bizottság
A Magyar UNESCO Bizottság kezdeményezésére 2003. január 15-én a Magyar Tudományos Akadémián megalakult a Magyar Világemlékezet Nemzeti Bizottsága. Feladata, hogy szakértői munkájával kiválassza az ide sorolható magyar dokumentumokat és gyűjteményeket, és az előírt regisztrációs eljáráson keresztül felvételre ajánlja azt az UNESCO Világemlékezet Listájára.

## A világ emlékezete program eddigi kiválasztottjai

### Nemzetközi szervezetek
- 2007 – A Nemzetközi Vöröskereszt - A Nemzetközi Hadifogoly-képviselet archívuma, 1914-1923
- 2009 – Nemzeti Levéltárak Szövetsége (1919-1946) (United Nations Office at Geneva, UNOG)
- 2009 – UNRWA Photo and Film Archives of Palestinian Refugees (United Nations Relief and Works Agency for Palestine Refugees, UNRWA)

### Afrika
- 2007 – Christopher Okigbo nem publikált írásai

Benin
- 1997 – A gyarmati levéltár, Nemzeti Levéltár, Porto Novo

Dél-Afrika
- 1997 – A Bleek Gyűjtemény, Fokvárosi Egyetem / Dél-afrikai Könyvtár, Fokváros
- 2007 – a No. 253/1963 számú büntetőper iratai (Állam kontra N. Mandela és társai)
- 2007 – Liberation Struggle Living Archive Collection

Egyiptom
- 1997 – A Szuezi-csatorna emlékezete (?), Kulturális Hivatal, Egyiptomi Nagykövetség, Párizs
- 2005 – Szultánok és hercegek cselekedetei, Egyiptomi Nemzeti Könyvtár és Levéltár
- 2007 – perzsa illusztrált és illuminált kéziratok, amelyek különböző királyi műhelyekből származnak; a gyűjtemény 71 kézirata illusztrálja a királyi műhelyek 14. és 17. század közötti fejlődését.

Etiópia
- 1997 – A Nemzeti Levéltár és Könyvtár kincsei, Nemzeti Levéltár és Könyvtár, Addisz-Abeba

Madagaszkár
- 2009 – Királyi Levéltár (1824-1897)

Namíbia
- 2005 – Hendrik Witbooi úti levelei, Namíbiai Nemzeti Levéltár

Szenegál
- 1997 – Francia Nyugat-Afrika (Afrique occidentale française, AOF), Nemzeti Levéltár, Dakar

Tanzánia
- 1997 – A Nemzeti Levéltár német jegyzőkönyvei, Nemzeti Levéltár, Dar es-Salaam
- 2003 – Arab kéziratok és könyvek gyűjteménye, Nemzeti Levéltár

### Amerika
Amerikai Egyesült Államok
- 2005 – Martin Waldseemüller: Universalis cosmographia secundum Ptholomaei traditionem et Americi Vespucii aliorumque Lustrationes, Kongresszusi Könyvtár
- 2007 – Óz, a csodák csodája (Victor Fleming, 1939) című film
- 2009 – John Marshallnak a Ju/'hoan bushmanokról szóló film- és videógyűjteménye, 1950-2000

Argentína
- 1997 – A Rio de Plata-i alkirályság dokumentumai, Nemzeti Levéltár, Buenos Aires
- 2007 – Az Emberi Jogok Dokumentációs Alapítványa 1976–1983

Bahama-szigetek
- 2009 – Farquharson’s Journal

Bahama-szigetek, Belize, Dominika, Jamaica, St Kitts, Trinidad és Tobago és az Egyesült Királyság
- 2009 – A brit Karib-térség rabszolga-jegyzéke (1817-1834)

Barbados
- 2003 – A leigázott karibiak dokumentációs öröksége (?), Barbados & Museum Történelmi Társaság gyűjteménye
- 2009 – A Szövetségi Levéltár anyaga
- 2009 – A Nita Barrow-gyűjtemény

Brazília
- 2003 – Császári gyűjtemény: külföldi és brazil fényképek a 19. századból, Brazil Nemzeti Könyvtár

Chile
- 2003 – Az Emberi Jogok Archívuma
- 2003 – Amerika jezsuitái, Chilei Nemzeti Levéltár

Dominikai Köztársaság
- 2009 – Book for the Baptism of Slaves (1636 – 1670)

Holland Antillák
- 2009 – Catecismo Corticu, az első papiamentu nyelven írt katekizmus

Kanada
- 2007 – a Hudson-Öböl Társaság archívuma
- 2007 – a Quebeci Egyházi Gyűjtemény, 1623-1800
- 2009 – Szomszédok (Neighbours) (1952), Norman McLaren animációs filmje

Kolumbia
- 2005 – Négerek és rabszolgák archívuma (Negros y Esclavos Archives), Archivo General de la Nación

Kuba
- 2005 – “José Martí Pérez” Alap
- 2009 – A Noticiero ICAIC Lationamericano fényképeinek eredeti negatívjai

Latin-Amerika
- 2007 – Amerikai gyarmati zene, 16-18. század

Mexikó
- 1997 – Mexikói kódexek gyűjteménye, Antropológiai és Történelmi Nemzeti Könyvtár, Mexikóváros
- 1997 – A Oaxaca-völgy kódexei, Nemzeti Levéltár, Mexikóváros
- 1997 – A Techaloyan-kódex Cuajimalpazból, Nemzeti Levéltár, Mexikóváros
- 2003 – Elhagyottak (Los olvidados), Luis Buñuel filmje, az UNAM filmgyűjteménye, Mexikó
- 2005 – Biblioteca Palafoxiana, Puebla
- 2007 – Colección de Lenguas Indígenas (indián nyelvek gyűjteménye)
- 2009 – A mexikói askenázi közösség dokumentációs és kutatóközpontjának gyűjteménye (16. századtól a 20. századig)

Nicaragua
- 2007 – a Nemzeti Művelődési Mozgalom archívuma

Paraguay
- 2009 – A terror archívuma

Saint Lucia
- 2009 – Sir William Arthur Lewis iratai

Uruguay
- 2003 – Carlos Gardel eredeti felvételei (1913–1935), Horacio Loriente Collection

Trinidad és Tobago
- 1997 – A Derek Walcott Gyűjtemény, Main Könyvtár, Nyugat-indiai Egyetem, St. Augustine
- 1999 – A Eric Williams Gyűjtemény, Main Könyvtár, Nyugat-indiai Egyetem, St. Augustine
- 2005 – C.L.R. James Gyűjtemény

Venezuela
- 1997 – Escritos del libertador, Nemzeti Levéltár, Caracas
- 1997 – 19. századi latin-amerikai fényképek gyűjteménye, Nemzeti Könyvtár, Caracas

Venezuela és Kolumbia
- 2007 – Generalissimo Francisco de Miranda tábornok levéltára

### Ázsia
Azerbajdzsán
- 2005 – Középkori, orvosi és gyógyszerészeti kéziratok, Azerbajdzsán Tudományos Akadémia Régi Kéziratok Intézete

Banglades
- 2017 – Mudzsibur Rahmán 1971. március 7-én elhangzott beszéde, amelyben Banglades függetlenségéért szólalt fel milliónyi ember előtt Dakkában[1]

Dél-Korea
- 1997 – Hunmincsongum kézirat, Kanszong Szépművészeti Múzeum, Szöul
- 1997 – A Csoszon-dinasztia évkönyvei, Csongdzsokszan, Szagobon, Szöul
- 2001 – Szungdzsongvon ilgi, A Királyi Titkárság naplói, Kjudzsanggak (규장각) Könyvtár és a Szöuli Nemzetközi Egyetem, Szöul
- 2001 – Csikcsi (불조직지심체요절 Pulcso csikcsi simcshe jodzsol (vol. II)), A nagy buddhista papok zen tanításai II. kötet, Francia Nemzeti Könyvtár, Párizs
- 2007 – A Tripitaka Koreana és más buddhista szent iratok nyomdai fadúcai; ez a buddhista kánon szövegének legteljesebb gyűjteménye, a 81 258 fadúcot 1237 és 1248 között vésték ki, s ma a Haeinsa-templomban találhatóak, amely 1995 óta a világörökség része.
- 2007 – Igve (의궤): A Csoszon-dinasztia királyi előírásai
- 2009 – Tongi Bogam (동의보감): a keleti gyógyítás elvei és eljárásai
- 2011 – Az 1980. május 18-i kvangdzsui felkelés archívumai
- 2011 – Ilszongnok (일성록): a királyi udvar napi eseményeinek naplója
- 2013 – Nandzsung Ilgi (난중일기): I Szunszin admirális hadinaplója
- 2013 – Az Új Közösség Mozgalom archívuma

Fülöp-szigetek
- 1999 – Fülöp-szigeteki régi írások (Hanunoo, Buid, Tagbanua és Pala'wan), Nemzeti Múzeum, Manila
- 2003 – A Fülöp-szigeteki fegyveres forradalom rádióközvetítése (Radio Broadcast of the Philippine People Power Revolution)
- 2007 – José Maceda Gyűjtemény

India
- 1997 – Tamil orvosi kéziratok gyűjteménye, Ázsiai Tanulmányok Intézete (I.A.S.), Tamil Nadu
- 2005 – Śaiva kéziratok Puduccseri-ben
- 2007 – Rigvéda

Irán
- 2007 – „Bayasanghori Shâhnâmeh” (A Bayasanghor herceg számára készült Királyok könyve)
- 2007 – The Deed For Endowment: Rab’ I-Rashidi (Rab I-Rashidi Endowment) 13th Century manuscript
- 2009 – Astan-e Quds Razavi adminisztrációs dokumentumai a Safavid-dinasztia korából

Kambodzsa
- 2009 – A Tuol Sleng Genocide Museum levéltára

Kazahsztán
- 2003 – Khoja Ahmed Yasawi kéziratainak gyűjteménye, Kazahsztáni Nemzeti Könyvtár
- 2005 – A “Nevada-Szemipalatyinszk” nemzetközi antinukleáris mozgalom audiovizuális dokumentumai, Központi Állami Levéltár és Állami Filmarchívum

Kína
- 1997 – A hagyományos zene hangarchívuma, Zenekutató Intézet, Kínai Művészeti Akadémia, Peking
- 1999 – A Qing-dinasztia Nagy Titkárságának jegyzőkönyvei, Kína Első Történelmi Levéltára, Palota Múzeum, Peking
- 2003 – Régi naxi Dongba irodalmi kéziratok
- 2005 – A Qing-dinasztia Birodalmi Vizsgáinak Arany Listái, Kína Első Történelmi Levéltára, Palota Múzeum, Peking
- 2007 – a Qing dinasztia Yangshi Lei levéltára: a Lei család tizenkét tagja, nyolc nemzedéke a 17. század végétől a 20. század elejéig császári paloták egész sorát építette. A paloták ma a világörökség részei, a terveket és építési módok leírásait a Lei család adományozta; Yangshi Lei, azaz Lei-tervek néven része A világ emlékezetének

Libanon
- 2005 – A Nahr el-Kalb-sztélé, Libanon-hegy
- 2005 – A föníciai ábécé

Malajzia
- 2001 – Kedah egykori szultánjának levelezése (1882–1943), Malajziai Nemzeti Levéltár, Alor Setar
- 2001 – Hikayat Hang Tuah, Malajziai Nemzeti Könyvtár, Kuala Lumpur
- 2001 – Sejarah Melayu – a Maláj Évkönyvek, Nyelvi és Irodalmi Intézet, Kuala Lumpur
- 2009 – Batu Bersurat, Terengganu (Terengganu írott köve)

Mauritius
- 1997 – Mauritius francia megszállásának jegyzőkönyvei, Mauritiusi Levéltár, Petite Rivière, Port Louis

Örményország
- 1997 – Mashtots Matenadaran – ősi kéziratok, Régi Kéziratok Mashtots Intézete, Jereván

Pakisztán
- 1999 – A Jinnah papírok, Nemzeti Levéltár, Iszlámábád

Szaúd-Arábia
- 2003 – Korai iszlám (kufi) feljegyzések

Tádzsikisztán
- 2003 – Ubayd Zakoni: "Kulliyat" és Hafez Sherozi: "Gazalliyt"; kéziratok a 14. századból

Thaiföld
- 2003 – Ram Khamhaeng király feljegyzései
- 2009 – Chulalongkorn király Sziám átalakításáról szóló levéltári dokumentumai (1868-1910)

Üzbegisztán
- 1997 – A Othmani Mushaf, a Szent Korán, Üzbegisztáni Muszlim Tanács, Taskent
- 1997 – A Keleti Tanulmányok Al-Biruni Intézetének gyűjteménye, Tudományos Akadémia, Taskent

Vietnám
- 2009 – Woodblocks of Nguyen Dynasty

### Európa
Albánia
- 2005 – Codex Purpureus Beratinus

Ausztria
- 1997 – Vienna Dioscurides, Osztrák Nemzeti Könyvtár, Bécs
- 1997 – A bécsi kongresszus záródokumentuma, Osztrák Állami Levéltár, Bécs
- 1999 – Történelmi gyűjtemény (1899–1950), Hangfelvétel-archívum, Osztrák Tudományos Akadémia, Bécs
- 2001 – Ifj. Rainer főherceg papiruszai, Osztrák Nemzeti Könyvtár, Bécs
- 2001 – A Bécsi Városi Könyvtár Schubert Gyűjteménye, Bécsi Városi Könyvtár, Bécs
- 2003 – Az Osztrák Nemzeti Könyvtár Blaeu – Van der Hem-atlasza
- 2005 – Brahms Gyűjtemény
- 2005 – Gótikus építészeti rajzok gyűjteménye
- 2007 – Tabula Peutingeriana

Belgium
- 2001 – Az Officina Plantiniana üzleti levéltára, Plantin–Moretus Múzeum , Antwerpen
- 2009 – Archives Insolvente Boedeldskamer Antwerpen

Fehéroroszország, Finnország, Litvánia, Lengyelország, Oroszország, Ukrajna
- 2009 – A Radziwill család levéltára és a Nieśwież könyvtári gyűjtemény

Csehország
- 2007 – a cseh reformáció középkori kéziratainak gyűjteménye
- 2007 – Orosz, ukrán és belarusz emigráns folyóiratok gyűjteménye 1918-1945

Dánia
- 1997 – A dán tengerentúli üzleti társaságok levéltára, Dán Nemzeti Levéltár, Koppenhága
- 1997 – Linné Gyűjtemény, Dán Nemzeti Tudományos és Orvosi Könyvtár, Koppenhága
- 1997 – Hans Christian Andersen kéziratai és levelezése, Kézirat részleg, Királyi Könyvtár, Koppenhága
- 1997 – Søren Kierkegaard Archívum, Kézirat részleg, Királyi Könyvtár,
- 2007 – El Primer Nueva Coronica y Buen Gobierno
- 2007 – Sound Toll Registers

Dánia és Izland
- 2009 – Az Arnamagnæan kézirat-gyűjtemény

Egyesült Királyság
- 2005 – The Battle of the Somme (1916) című dokumentumfilm
- 2007 – Hereford Mappa Mundi
- 2009 – Magna Carta (1215)

Észtország, Lettország, Litvánia
- 2009 – Balti lánc − három államot összekötő élőlánc (1989. augusztus 23.)

Finnország
- 1997 – A.E. Nordenskiöld Gyűjtemény, a Helsinki Egyetem Könyvtára, Helsinki

Franciaország
- 2003 – Emberi és polgári jogok nyilatkozata (1789–1791)
- 2005 – Az 1940. június 18-i felhívás (tűzszünet)
- 2005 – Lumière-filmek
- 2005 – A decimális mértékrendszer bevezetése, 1790–1837
- 2007 – a bayeux-i faliszőnyeg
- 2009 – A clairvaux-i ciszterci apátság könyvtára Pierre de Virey korában (1472)

Hollandia
- 2003 – Ets Haim Könyvtár – Livraria Montezinos
- 2003 – A Holland Kelet-indiai Társaság levéltára
- 2009 – Anna Frank naplója

Írország
- 2011 – Kellsi kódex

Lengyelország
- 1999 – Kopernikusz: De Revolutionibus Orbium Coelestium, Jagelló Könyvtár, Jagelló Egyetem, Krakkó
- 1999 – A varsói gettó archívuma (Emanuel Ringelblum Levéltár), Zsidó Történelmi Kutatóintézet, Varsó
- 1999 – Frédéric Chopin mesterművei, Fryderyk Chopin Társaság, Varsó
- 2003 – A lengyel-litván államszövetség (1573)
- 2003 – Az MKS 21 pontos követelése, Gdańsk, 1980. augusztus. A Szolidaritás születése
- 2007 – a Nemzeti Oktatási Bizottság archívuma, 1773-1794
- 2009 – A párizsi Irodalmi Intézet levéltára (1946-2000)

Lettország
- 2001 – Dainu skapis – Cabinet of Folksongs, Lett Néprajzi Archívum, Riga

Luxembourg
- 2003 – Az ember családja (1955), Edward Steichen által rendezett fotókiállítás

Magyarország
- 2001 – Tihanyi Kálmán 1926-ban kelt szabadalmi bejelentése a „radioskóp”-ról, Országos Levéltár, Budapest
- 2005 – A Bibliotheca Corviniana gyűjteménye
- 2007 – Tabula Hungariae, Magyarország első nyomtatott térképe (1528, Ingolstadt), Országos Széchényi Könyvtár, Budapest
- 2009 – Appendix, scientiam spatii absolute veram exhibens. Maros-Vásárhelyini, 1832
- 2009 – A Magyar Tudományos Akadémia Könyvtárának Kőrösi Csoma Sándor-archívuma
- 2013 – Semmelweis Ignác gyermekágyi lázzal kapcsolatos felfedezése és annak 1847 és 1861 között keletkezett primer dokumentumai
- 2015  – Eötvös Loránd életműve két kiemelkedő eredményével kapcsolatos három dokumentum: Eötvös Loránd egyik alapvető művének eredeti, német nyelvű kézirata 1908-ból, amely 1909-ben elnyerte a Göttingeni Egyetem Beneke-díját; Az ingáról szóló angol nyelvű illusztrált kereskedelmi nyomtatvány; Magyarországon 1928-ban nyomtatott kereskedelmi prospektus az ingáról

Németország
- 1999 – A világ zenei hagyományainak korai hangfelvételei hengereken (1893–1952), Hangfelvétel-archívum, Néprajzi Múzeum, Berlin
- 2001 – Ludwig van Beethoven – 9. (d-moll) szimfónia, op. 125, Állami Könyvtár, Berlin
- 2001 – Goethe irodalmi hagyatéka, Goethe és Schiller Levéltár, Weimar
- 2001 – A 42 soros Gutenberg-biblia, Alsó-Szászország Állami és Egyetemi Könyvtára, Göttingen
- 2001 – Metropolis (1927) című film 2001-es restaurált és rekonstruált változata, Friedrich Wilhelm Murnau Alapítvány, Wiesbaden
- 2003 – Ottó-kori illusztrált kéziratok a reichenaui kolostorból (Boden-tó)
- 2005 – Gyermek- és családi mesék, a Grimm fivérek kéziratos példánya 1812/1815-ből
- 2007 – Gottfried Wilhelm Leibniz kéziratainak gyűjteménye
- 2009 – Nibelung-ének, a középkori Európa hőseposza

Norvégia
- 2001 – A bergeni Lepra Archívum , Városi Levéltár és Területi Állami Levéltár, Bergen
- 2001 – Henrik Ibsen: Nóra, Norvég Nemzeti Könyvtár, Oslo
- 2005 – Roald Amundsen expedíciója a Déli-sarkra (1910–1912)

Olaszország
- 2005 – A Malatesta Novello Könyvtár, Malatestiana Könyvtár, Cesena

Oroszország
- 1997 – Arkangyal Evangélium, 1092, Orosz Állami Könyvtár, Moszkva
- 1997 – Kitrovo Evangélium, Orosz Állami Könyvtár, Moszkva
- 1997 – 15. századi szláv kiadványok cirill betűs kéziratokban, Orosz Állami Könyvtár, Moszkva
- 1997 – Újság-gyűjtemény, Orosz Állami Könyvtár, Moszkva
- 1997 – Az Orosz Birodalom térképeinek gyűjteménye a 18. századból, Orosz Állami Könyvtár, Moszkva
- 1997 – Orosz plakátok a 19. század végéről és a 20. század elejéről, Orosz Állami Könyvtár, Moszkva
- 2001 – A szentpétervári Hangfelvétel-archívum történelmi gyűjteménye (1889–1955), Orosz Irodalmi Intézet és Orosz Tudományos Akadémia, Szentpétervár

Portugália
- 2005 – Pero Vaz de Caminha levele I. Mánuelhez Brazília megalapításáról
- 2007 – Corpo Cronológico (a portugál felfedezésekről szóló kéziratok gyűjteménye a 15. századból és 16. század elejéről)

Spanyolország
- 2009 – Santa Fe Capitulations

Svédország
- 2005 – Astrid Lindgren Levéltár
- 2005 – Emanuel Swedenborg Gyűjtemény
- 2007 – Ingmar Bergman Archívum
- 2007 – Alfred Nobel Családi Archívum

Szerbia
- 2003 – Nikola Tesla Levéltár
- 2005 – Miroslav-evangélium – kézirat 1180-ból

Szlovákia
- 1997 – Illusztrált kódexek a pozsonyi káptalan könyvtárából, Nemzeti Levéltár, Pozsony
- 1997 – Iszlám kéziratok gyűjteménye, Egyetemi Könyvtár, Pozsony
- 2007 – Bányatérképek és a Főkamra tervei, Selmecbánya

Törökország
- 2001 – Hettita ékírásos táblák Bogazköyből, Isztambuli Régészeti Múzeum és az Anatóliai Civilizáció Múzeuma, Ankara
- 2001 – A Kandilli Obszervatórium és a Földrengéskutató Intézet kéziratai, A Boğaziçi Egyetem, Kandilli Obszervatórium és Földrengéskutató Intézet, Isztambul
- 2003 – Avicenna művei a Süleymaniye Kézirat Könyvtárban

Ukrajna
- 2005 – Zsidó népzenei gyűjtemény (1912–1947)

Oroszország, Szlovénia és Lengyelország
- 2007 – Codex Suprasliensis

Portugália és Spanyolország
- 2007 – a tordesillasi szerződés (1494. június 7.)

### Ausztrália és Óceánia
Ausztrália
- 2001 – James Cook naplója, Ausztrália Nemzeti Könyvtára, Canberra
- 2001 – A Mabo-ügy kéziratai, Ausztrália Nemzeti Könyvtára, Canberra
- 2007 – A Kelly banda története (The Story of the Kelly Gang) 1906, az első egész estét betöltő nagyfilm
- 2007 – The Convict Records of Australia, fegyencnyilvántartás: írott feljegyzések az 1788 és 1868 közt az Egyesült Királyságból deportált kb. 165 000 fogolyról, akik megalapították a független Ausztráliát
- 2009 – A queenslandi Munkáspárt kiáltványa Queensland népéhez (1892. szeptember 9.)

Új-Zéland
- 1997 – Waitangi Szerződés, Nemzeti Levéltár, Wellington
- 1997 – A nők választójogi petíciója (1893), Nemzeti Levéltár, Wellington

### Magyar dokumentumok
- Csoma Archívum Archiválva 2010. január 12-i dátummal a Wayback Machine-ben
- Tihanyi Kálmán szabadalmi bejelentése [halott link]
- Bibliotheca Corviniana Digitalis
- Tabula Hungariae
- Bolyai János: Appendix, scientiam spatii absolute veram exhibens
- Semmelweis Ignác: Die Ätiologie, der Begriff und die Prophylaxis des Kindbettfiebers